# Anopheles bervoetsi
Anopheles bervoetsi är en tvåvingeart som beskrevs av D'haenans 1961. Anopheles bervoetsi ingår i släktet Anopheles och familjen stickmyggor.
Artens utbredningsområde är Kongo. Inga underarter finns listade i Catalogue of Life.